# Regula lui Markovnikov
Regula lui Markovnikov a fost formulată de către chimistul rus Vladimir Vasilevich Markovnikov, pe baza regulii lui Zaițev. Regula stipulează că în cadrul reacției de adiție a compușilor halogenați la o legătură nesaturată, atomul de halogen se va lega de carbonul mai sărac în hidrogen, iar hidrogenul la al 2-lea carbon.

Radicalul alchil are efect respingător de electroni, fapt ce contribuie la formarea unei sarcini pozitive la carbonul mai sărac în hidrogen, explicând adiția halogenului

## Mecanism de reacție
Același mecanism de reacție are loc și la adiția apei la o alchenă, reacție prin care se formează un alcool. Gruparea hidroxil (-OH) se leagă de carbonul mai sărac în hidrogen (care participă la mai multe legături), iar H se leagă de carbonul 2 al legăturii duble (mai bogat în hidrogen). Explicația constă în formarea unui carbocation în timpul procesului de adiție. Carbocationul se formează prin legarea atomului de hidrogen la un atom de carbon al duble legături, ceea ce induce formarea la al 2-lea atom de carbon a unei sarcini pozitive, sarcină pozitivă ce va determina stabilitatea carbocationului. Cu cât carbonul la care se formează sarcina este mai substituit (participă la mai multe legături) cu atât el va fi mai stabil. Concluzia care se trage este: cu cât produsul intermediar va fi mai stabil cu atât produsul final va fi în proporție mai mare. Generalizând, adiția unui compus de tip HX (unde X este un atom cu o electronegativitate mai mare față de H), la molecula unei alchene se va face astfel: X se va lega de carbonul mai substituit iar H se va lega de carbonul mai puțin substituit.